# Villa di Serio
Villa di Serio est une commune italienne de la province de Bergame dans la région de Lombardie.

## Administration
| Période                                  | Période | Identité | Étiquette | Qualité |
| ---------------------------------------- | ------- | -------- | --------- | ------- |
|                                          |         |          |           |         |
| Les données manquantes sont à compléter. |         |          |           |         |

### Hameaux
Rinnovata

### Communes limitrophes
Alzano Lombardo, Nembro, Ranica, Scanzorosciate